# Tyler Bleyendaal

a Compétitions nationales et continentales officielles uniquement.

b Matchs officiels uniquement.
Dernière mise à jour le 5 février 2022.
Tyler Bleyendaal est un joueur  néo-zélandais de rugby à XV jouant au poste de demi d'ouverture. Après avoir commencé sa carrière professionnelle en 2011 avec Canterbury en ITM Cup et avec les Crusaders en Super Rugby, il s'engage en 2015 avec la province irlandaise du Munster.

## Biographie

### Débuts de carrière à Christchurch (2011-2014)
En 2010, Tyler Bleyendaal est retenu avec la sélection de Nouvelle-Zélande des moins de 20 ans, les Baby Blacks pour disputer le championnat du monde junior, qu'il remporte en tant que capitaine. Cette saison, il est nommé pour le titre de meilleur jeune joueur du monde, titre qui est finalement remporté par son coéquipier Julian Savea.
Il fait ses débuts en ITM Cup avec la province de Canterbury au cours de la saison 2011 et remporte pour la première fois de sa carrière la compétition en dominant en finale Waikato (12-3). En 2011, il est recruté par le Munster en tant que joker coupe du monde pour pallier l'absence de Ronan O'Gara partie disputer la coupe du monde 2011 avec l'Irlande. Mais Tyler Bleyendaal se blesse avant de partir pour l'Irlande, mettant un terme au contrat du jeune joueur.
Il fait ses débuts avec la franchise de Super Rugby des Crusaders la saison suivante à l'occasion du match d'ouverture contre les Blues. En septembre, il remporte de nouveau l'ITM Cup en battant Auckland (31-18). Lors de la saison 2013, il dispute les phases finales du Super Rugby en tant que remplaçant pour la demi-finale perdue face aux Chiefs. En 2013, il remporte son troisième titre consécutif avec Canterbury en défaisant en finale de l'ITM Cup Wellington (29-13).

### Deuxième partie de carrière au Munster (2015-2020)
Le 11 mai 2014, il s'engage avec la province irlandaise du Munster Rugby pour trois saisons à compter du 1er novembre 2015. Cependant, en raison d'une blessure au cou, il n'arrive en Irlande qu'en janvier 2015. Il fait alors ses débuts avec son nouveau club via l'équipe réserve, le Munster A, le 29 avril. Il doit attendre la saison suivante pour faire ses débuts avec l'équipe professionnelle à l'occasion d'un match de Pro12 contre les italiens de Trévise. En janvier 2016, il se blesse de nouveau, ce qui l'éloigne des terrains pour une durée de douze semaines. Il dispute un total de 5 rencontres, dont 3 titularisations, en Pro12 pour sa première saison à Limerick.
À la suite de la retraite prématurée de son concurrent, Johnny Holland au cours de l'inter-saison, il devient le titulaire du poste, lui permettant de faire ses débuts en coupe d'Europe contre les Glasgow Warriors le 22 octobre 2016,. Le 24 janvier 2017, le Munster annonce la prolongation du contrat de son ouvreur jusqu'en juin 2019. Le Munster parvient à se sortir de sa poule de coupe d'Europe (comprenant le Racing 92, Leicester et Glasgow) et retrouve en quart de finale le Stade toulousain, match durant lequel Tyler Bleyendaal est titularisé. Il est également titularisé deux semaines plus tard pour la demi finale face aux Saracens à l'Aviva Stadium qui voit le Munster s'incliner.
Le 3 février 2017, durant le tournoi des Six Nations, Tyler Bleyendaal est nommé capitaine du Munster pour la première fois contre Édimbourg. Il est élu par ses coéquipiers mai 2017 meilleur joueur du Munster de la saison.

## Palmarès

### En province
- Vainqueur du National Provincial Championship en 2011, 2012 et 2013 avec Canterbury.

### En équipe nationale
- Vainqueur du Championnat du monde junior en 2010 avec l'équipe de Nouvelle-Zélande des moins de 20 ans.

### Distinctions personnelles
- Meilleur réalisateur du Championnat du monde junior en 2010 (82 points).